# Барятинский, Владимир Иванович
Князь Владимир Иванович Барятинский (1817 — 2 (14) июля 1875) — русский генерал-лейтенант, генерал-адъютант, шталмейстер, президент придворной конюшенной конторы. Младший брат фельдмаршала А. И. Барятинского

## Биография
Родился 24 июня 1817 года в Аахене — второй сын князя Ивана Ивановича Барятинского и Марии Келлер. Окончив курс в пажеском корпусе, он в 1836 году начал службу в чине корнета в лейб-кирасирском полку (позже лейб-гвардии кирасирский), в 1841 году назначен адъютантом к военному министру, а год спустя, переведён в кавалергардский полк с тем же чином поручика, произведённый по армейской кавалерии в июне 1838 года, что являлось наградой. В апреле 1845 г. произведён в штабс-ротмистры Кавалергардского полка. В 1847 года старший брат князь Александр Иванович Барятинский передал ему майорат с усадьбой Марьино.
В 1846 году князь Барятинский, с переименованием в чин надворного советника и в звании камер-юнкера, был определён к статским делам и причислен к азиатскому департаменту Министерства иностранных дел; но год спустя снова вернулся на военную службу, получив назначение состоять при наследнике. 1855 году отмечен в службе Барятинского назначением его 19 февраля флигель-адъютантом к государю и производством в полковники; 17 октября 1860 года, с оставлением в Свите, он был пожалован чином генерал-майора; в 1861 году назначен командиром Кавалергардского полка.
Он получил этот элитный полк в плохом состоянии: «в порядочном обществе кавалергардские офицеры отсутствовали, предпочитая ему кутежи, далеко не всегда приличные, и картежную игру, далеко не всегда корректную. Дошло до того, что старые кавалергарды стали отдавать своих сыновей и родственников в чужие полки.» В хозяйственном отношении полк был «вполне разорённым». Барятинский за пять с половиной лет командования полком «успел воскресить в полку завещанные ему предания и опять поставить кавалергардов на принадлежащее им место».
В 1866 году, одновременно с назначением генерал-адъютантом, определён шталмейстером высочайшего двора. 30 августа 1867 года произведён в генерал-лейтенанты.
Скончался князь Владимир Иванович в чине генерал-лейтенанта, имея кроме многих высших степеней иностранных орденов, знаки ордена св. Александра Невского. Посвятив большую часть своей деятельности службе при Дворе, он наряду с этим явился участником двух войн: Кавказской, в 1842 году сопутствуя отряду генерала Засса, и Крымской в 1855 году, в которой он временно находился при Крымской армии.
Умер 2 (14) июля 1875 года в Царском Селе. Был похоронен в фамильном склепе в крипте Покровской церкви на территории усадьбы Марьино. В 1930-х годах могила была разграблена, а прах сожжён.
Российские:

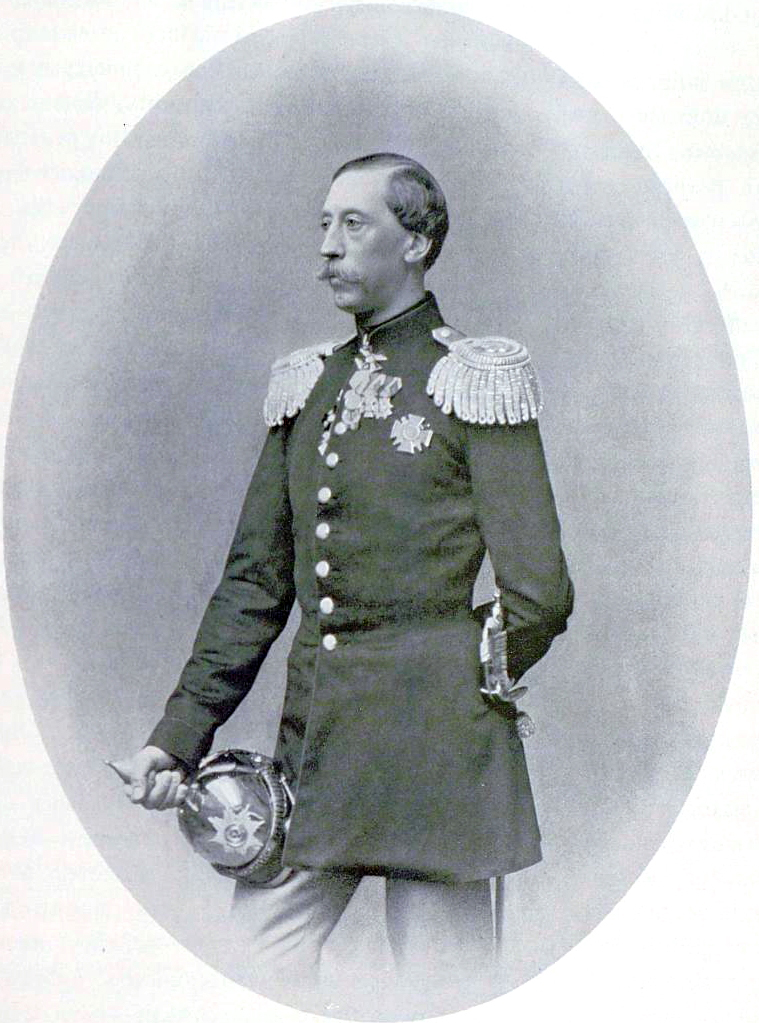
В. И. Барятинский, командир Кавалергардского полка (1861—1866)

- Орден Святой Анны 2-й степени (06.12.1848);
- Единовременное пожалование 404р. 50к. серебром (1849);
- Знак отличия беспорочной службы за XV лет (1856);
- Орден Святого Владимира 3-й степени (1858);
- Орден Святого Станислава 1-й степени (1863);
- Орден Святой Анны 1-й степени (1865);
- Орден Святого Владимира 2-й степени (1869);
- Орден Белого Орла (1871);
- Орден Святого Александра Невского (11.01.1874).

Иностранные:
- Шведский Орден Меча (1846);
- Австрийский орден Леопольда (1849);
- Датский Орден Данеброга 1-й степени (1866);
- Прусский Орден Красного Орла 1-й степени (1867);
- Итальянский Орден Святых Маврикия и Лазаря 2-й степени (1867);
- Французский Орден Почётного легиона, большой крест (1867);
- Греческий Орден Спасителя, большой крест (1867);
- Баварский Орден Гражданских заслуг Баварской короны 1-й степени (1868);
- Гессен-Дармштадтский Орден Филиппа Великодушного 1-й степени (1868);
- Вюртембергский Орден Фридриха, большой крест (1868);
- Турецкий Орден Меджидие 1-й степени (1868);
- Прусский Орден Короны 1-й степени с эмалированной лентой (1868);
- Прусский Орден Красного Орла (1868);
- Черногорский Орден Князя Даниила I 1-й степени (1869);
- Вюртембергский орден Короны 1-й степени (1871);
- Саксен-Альтенбургский Орден Эрнестинского Дома, большой крест (1873).

## Семья

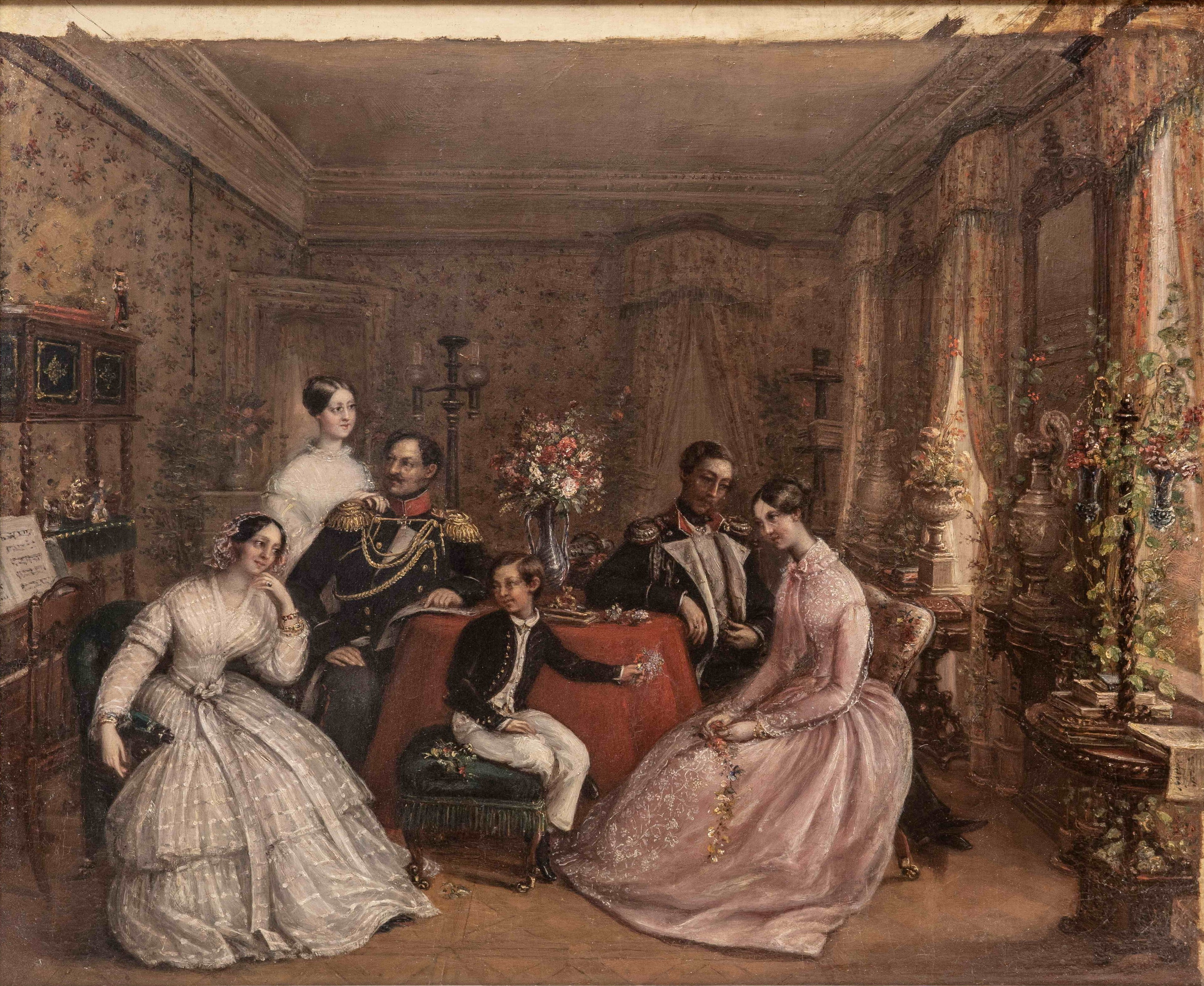
Помолвка княжны Чернышевой и князя Барятинского (1846)

Жена (с 11 октября 1846 года) — княжна Елизавета Александровна Чернышева (11.10.1826—18.02.1902), фрейлина двора (1841), старшая дочь военного министра, председателя Государственного Совета светлейшего князя А. И. Чернышева. Благодаря заслугам мужа стала кавалерственной дамой и статс-дамой двора; в обществе была известна как princesse Bethsy. В браке имели детей:
- Александр (1848—1909), командир лейб-гвардии Конного полка, генерал-майор в отставке. С 1872 года был женат на графине Елене Михайловне Орловой-Денисовой (1851—1914), после развода, с 1897 года женат на Анне Николаевне Покровской (1846—1935).
- Мария (1851—1937), крещена 1 июня 1851 года в церкви Воскресения Христова в Царском Селе при восприемстве цесаревича Александра Николаевича и великой княгини Марии Николаевны; фрейлина императрицы Александры Фёдоровны; с 1882 года замужем за лейтенантом Григорием Петровичем Извольским (1854—1884); во втором с 1888 года за камергером князем Иваном Викторовичем Барятинским (1857—1915), который приходился ей двоюродным братом. Была председательницей ялтинского комитета Красного Креста, последняя владелица особняка на Миллионной, д. 21, умерла в эмиграции.
- Владимир (30.10.1852[4]— ?), крещён 10 декабря 1852 года в церкви Св. Спиридона Тримифунтского при Главном управлении уделов при восприемстве деда князя А. И. Чернышёва и бабушки княгини М. Ф. Барятинской.
- Елизавета (1855—1936), замужем за графом Павлом Петровичем Шуваловым (1847—1902), последняя владелица великолепного дворца на Фонтанке 21, умерла во Франции.

Дети
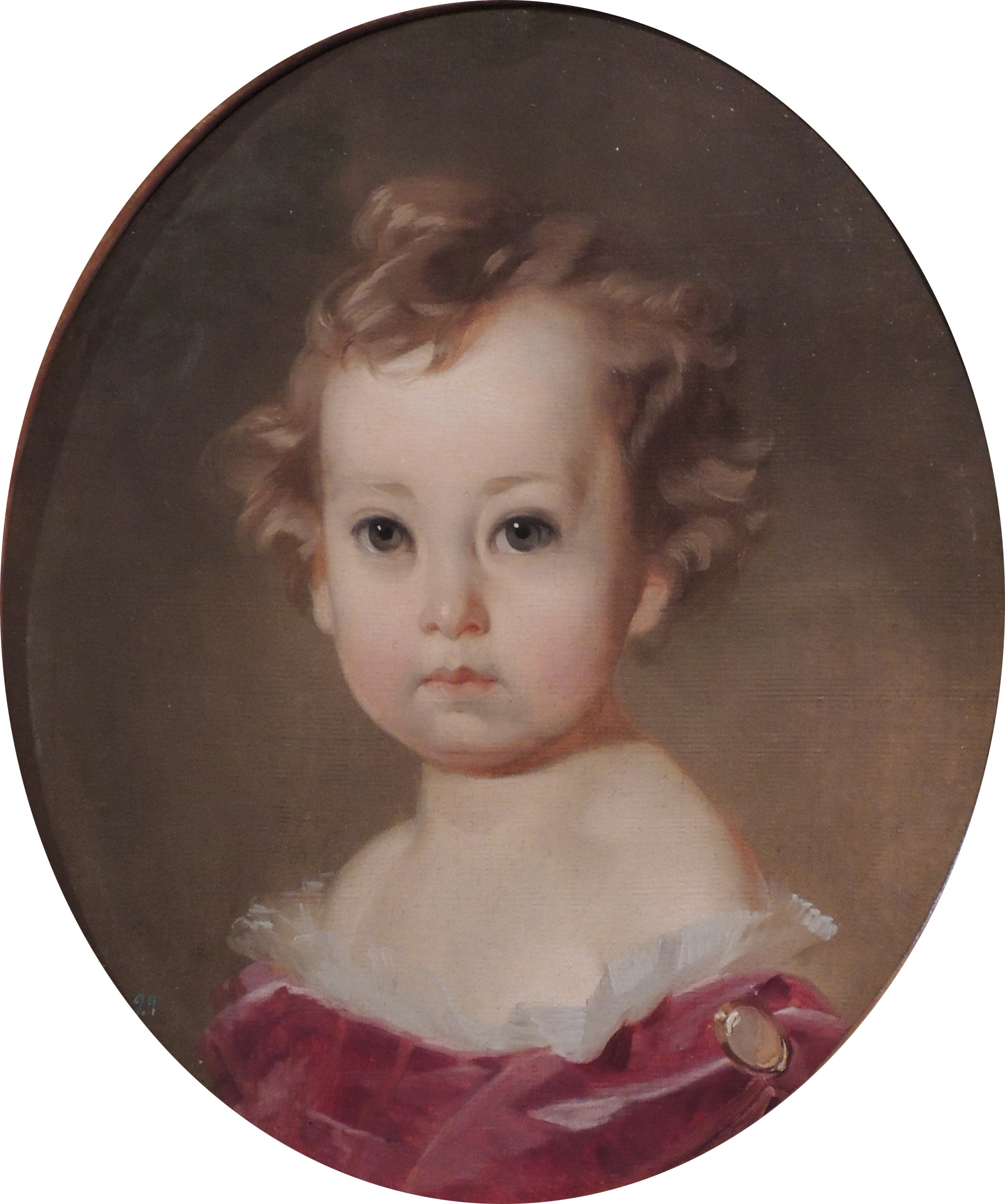
Александр
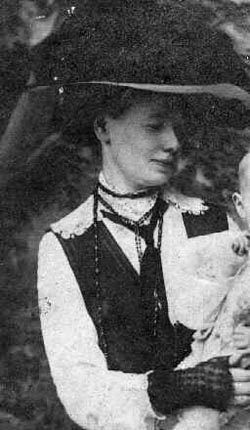
Мария
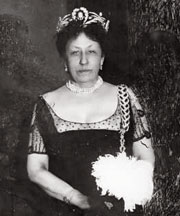
Елизавета